# ジョエル・ブリューテュス
ジョエル・ブリューテュス（Joel Brutus、1974年8月12日 - ）はハイチの男子柔道家。2003年のパンアメリカン競技大会で銀メダルを獲得、2007年の大会では銅メダルを獲得した。
オリンピックには2004年のアテネと2008年の北京の2回の出場があるがアテネの際に1勝を挙げたのみでメダル獲得には至っていない。北京オリンピックでは選手団を代表して開会式で旗手を務めた。